# 柏林工业大学
柏林工业大学（德語：Technische Universität Berlin，TU Berlin），或译“柏林理工大学”、“柏林科技大学”，是柏林大学联盟的成员之一，也是柏林州唯一一所理工科大学。该校约有33000多名学生（2020/21年冬季学期）并设立100多个专业。创办时间最早可追溯至1770年，是第一所采用“Technische Universität”（科技大学）命名的德国大学。今天的学校主楼建于1884年，由理查德·卢卡（Richard Lucae）设计，坐落于柏林夏洛特堡区，面向六月十七大街。根据普鲁士国王在1899年的“最高法令”，成为德语区第一个有权授予工学博士学位（Dr.-Ing. （页面存档备份，存于））的大学。2019年起成为德国精英大学成员。
柏林工业大学近25%的学生来自于国外，使该校相比德国其他高校更具国际化色彩。校友和教授中有10位是诺贝尔奖获得者。在2019年7月德国联邦政府揭晓的第三轮卓越大学计划评选中，同柏林洪堡大学和柏林自由大学以“柏林大学集团”的名义共同提出申请，首次获得了德国“精英大学”的称号。

## 历史
- 「柏林工业大学」最早的渊源可以追溯到由普鲁士国王腓特烈二世（腓特烈大帝）发起，由德国矿物学家Carl Abraham Gerhard（德语：Carl Abraham Gerhard）（1738年2月26日－1821年3月9日）在1770年11月1日创立的「柏林采矿学院」。另一个源头是1799年3月13日皇家创建的「柏林建筑学院」。第三个来源初创于1821年的「皇家职业学院」。
- 1879年，由三个学院合并成立「皇家柏林高等工业学院」（又称「柏林夏洛滕堡工学院」）。该校是德国始创最早的高等工业学院（Technischen Hochschule），在1899年获得颁发博士文凭的权利。
- 「柏林工大」能有今日的地位，也该归功于先人的努力所立下的基础。早在皇家工学院年代，不少著名的科学家在学院工作，且取得重要的成果，例如诺贝尔奖得主Ernst Ruska发明电子显微镜，有化学家Hermann Wilhelm Vogel的彩色底片、Alois Riedler（德语：Alois Riedler）的无信电报，数字计算机之父康拉德·楚泽于1940年独立研制成可编程的计算机等，都替柏林工业大学奠定优良的科研传统。
- 1878年至1884年学校按照Richard Lucae、Friedrich Hitzig（德语：Friedrich Hitzig）和Julius Raschdorff（德语：Julius Raschdorff）的设计建造主教学楼，主教学楼属于意大利文艺复兴风格，共有5个内院，其中的3个内院、侧翼和后侧是后来在经受战争严重破坏后重建的。
- 在第三帝国时期曾设立了國防技術系，导致学校从1945年4月20日起被盟軍关闭了一段时间。当学校在1946年4月9日重新开始教学时，新开设了人文类的专业，使得学校升格为大学，即开始启用现在的名称「柏林高等工业学院（Technischen Hochschule Berlin）」。
- 2009 年，欧洲理工学院在柏林工业大学的参与下选出了两个知识创新集团，每个集团每五年获得1 亿欧元的资助。自 2019 年以来，柏林工业大学与柏林自由大学、柏林洪堡大学和柏林夏里特医学院合作，共同列入德国精英大学之一。

## 校园

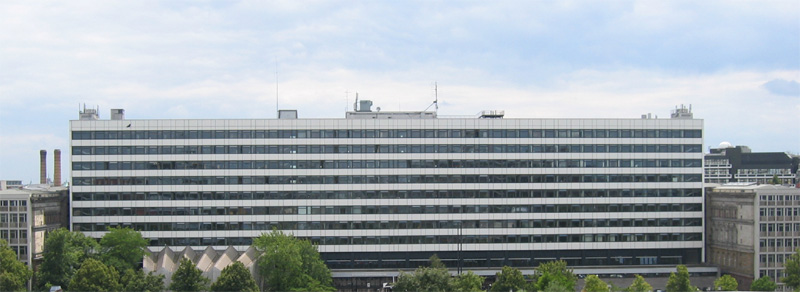
柏林工业大学主楼

校区面积大约为600,000平方米，分布在柏林西部的许多地方。主校区坐落于夏洛滕堡区。

## 组织结构
该校现有7个学院：
- 人文学院

下设 哲学、科学理论、科技史系；文学系；历史系；社会学、政治历史教育系；教育系；语言和传播系；职业教育与劳动力系；女性研究中心和反犹太研究中心。
- 数学与自然科学学院

下设化学系、数学系和物理系
- 过程科学学院

下设生物工程系、能源系、食品科学系、过程工艺系、环境保护系和材料系
- 电子工程和计算机科学学院

下设能源与自动化系、高频与半导体系、通信系、微电子和计算机系、软件技术与计算机理论系和经济信息和定量分析系
- 机械和交通学院

下设流体力学和声学系、心理学和劳动科学系、陆上和海洋交通系、航空航天系、精密机械和医药工程系、机械制造系、机械设备系
- 建筑、环境、规划学院

下设建筑系、土木系、应用地理科学系、地球信息和大地测量系、景观设计系、生态学系、社会学系和城市与地区规划系
- 经济与管理学院

下设技术和管理学系、企业经济系和国民经济和经济法系

## 校友
- 華納·馮·布朗，著名的V1和V2火箭的总设计师[2]。
- 马克斯·伯格，德國建築師。
- 阿道夫·冯·拜尔，德国化学家，因成功合成了靛蓝而获得1905年诺贝尔化学奖。
- 弗里茨·哈伯，发明从氮气和氢气合成氨的工业哈柏法，从而荣获了1918年度的诺贝尔化学奖。
- 古斯塔夫·赫兹，德国物理学家，量子力学的先驱，他是1925年诺贝尔物理学奖获得者。
- 乔治·德海韦西，匈牙利化学家，1943年获诺贝尔化学奖。
- 沃尔夫冈·保罗，德国物理学家，离子阱的开发人之一，1989年获诺贝尔物理学奖。
- 恩斯特·鲁斯卡，电子显微镜的发明者，1986年获诺贝尔物理学奖。
- 卡爾·博施，1931年诺贝尔化学奖以及1939年歌德獎獲得者。
- 尤金·维格纳，匈牙利-美國理論物理學家及數學家,1963年诺贝尔物理学奖。
- ，因发明全息摄影而获得1967年的英國物理學會楊氏獎及1971年诺贝尔物理学奖。
- ，德國猶太裔建築師。
- ，德國建築師，纳粹党員。
- 赫爾曼·魯姆舍特爾，德國鐵路工程師、日本明治時代御聘外籍顧問，曾參與東京、九州及四國等地的鐵路建設。
- 赫尔曼·阿佩尔（Hermann Appel），汽车系教授，IAV创建人，联邦安全带相关法律理论基础。
- 康拉德·楚澤，一位德國工程師和計算機先驅，1941年設計了有完備程控功能的圖靈計算機Z3（該方案使用了打孔機）。
- 赫尔曼·费丁格尔（Hermann Föttinger），德国工程师，教授，液力变矩器发明人。
- 朱家驊，中華民國政治人物，中央研究院院士
- 谷正綱，中華民國政治人物
- 刘先志，中國力學專家、教育家。同濟大學教授、山東工學院教授。
- 马君武，中國教育家、翻譯家、學者、社會活動家
- 王長平，數學家，曾任北京大學數學與計算機學院院長，現任福建師範大學校長。
- 夏坚白，中国科学院院士
- 王之卓，中国科学院院士
- 陈永龄，中国科学院院士
- 何泽慧，中国科学院院士
- 龚祖同，中国科学院院士
- 徐士高，中国科学院院士
- 赵宗燠，中国科学院院士
- 孙德和，中国科学院院士
- 张维，中国科学院院士、中国工程院院士
- 王运丰，中华人民共和国武器专家、计算机专家，高级工程师，被誉为中华人民共和国“坦克之父”。
- 嚴慶齡，其子嚴凱泰，從事汽車工業
- 楊繼曾，曾任臺灣糖業公司董事長兼總經理，1958年繼江杓擔任經濟部部長[3]
- 何得萱，兵工學校（今中正理工學院）教育長、校長、台灣省政府地下水工程處[4]處長[5][6][7][8][9]
- 陶聲洋，1969年，出任中華民國經濟部長
- 徐佳銘，逢甲大學自動控制系主任及所長，國家太空計畫室主任，建國技術學院（建國科技大學前身）校長。[10]
- 羅仁權，機器人及自動化著名學者，被譽為「臺灣機器人教父」， 國立中正大學校長，國際電機電子工程師學會（IEEE）院士，國際IEEE工業電子學會總裁，國際頂尖期刊IEEE Transactions on Industrial Informatics 總主編
- 恩斯特·菲亚拉（Ernst Fiala），汽车工程师，汽车系教授，大众汽车高尔夫工程师。
- 迪埃贝多·弗朗西斯·凯雷，布基纳法索建筑师，首位获得普利兹克建筑奖非洲人和黑人。